# Bazoches-en-Dunois
Bazoches-en-Dunois ist eine französische Gemeinde mit 262 Einwohnern (Stand: 1. Januar 2022) im Département Eure-et-Loir in der Region Centre-Val de Loire. Sie gehört zum Arrondissement Châteaudun und ist Mitglied im Gemeindeverband Communauté de communes Cœur de Beauce.
Sie grenzt im Nordwesten an Nottonville, im Nordosten an Cormainville, im Osten an Guillonville, im Süden an Péronville und im Westen an Varize.

## Bevölkerungsentwicklung
| Jahr      | 1962 | 1968 | 1975 | 1982 | 1990 | 1999 | 2008 | 2018 |
| --------- | ---- | ---- | ---- | ---- | ---- | ---- | ---- | ---- |
| Einwohner | 397  | 346  | 295  | 254  | 235  | 237  | 259  | 260  |

## Sehenswürdigkeit
- Windmühle, seit 1988 als Monument historique registriert

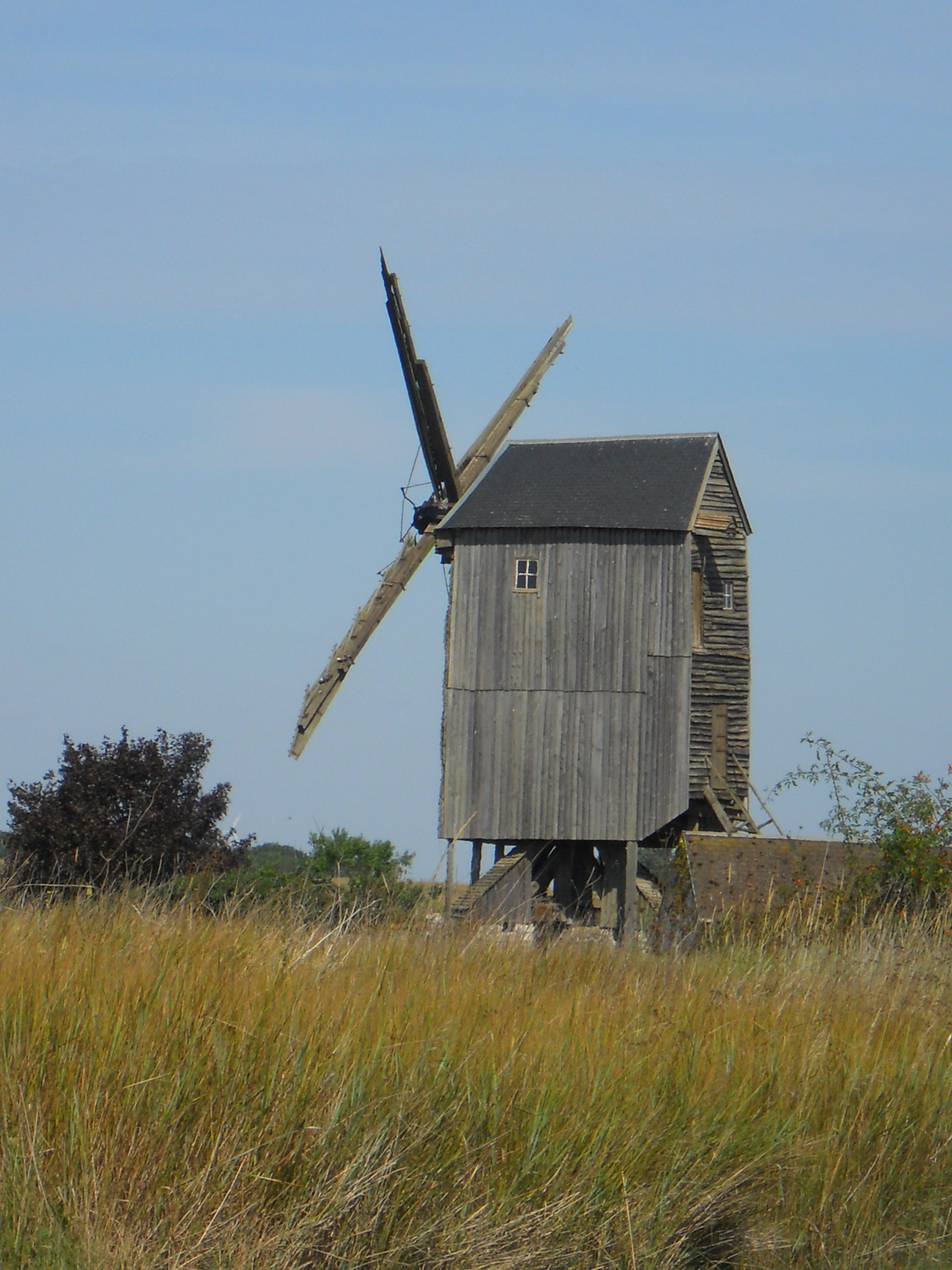
Windmühle bei Bazoches-en-Dunois